# Heinrich Wilhelm von Werther
Heinrich August Alexander Wilhelm von Werther (seit 1841 Freiherr) (* 7. August 1772 in Königsberg; † 7. Dezember 1859 in Berlin) war ein preußischer Diplomat und zwischen 1837 und 1841 preußischer Außenminister.

## Leben
Werther war der Sohn des Generalleutnants Philipp August Wilhelm von Werther (1729–1802) und dessen zweiter Frau Sophie Albertine Elisabeth von Korff (1744–1795). Auch er trat 1787 in den preußischen Militärdienst ein. Als Rittmeister nahm er am Feldzug von 1807 im Dragonerregiment seines 1802 verstorbenen Vaters teil. Nach dem Frieden von Tilsit verließ Werther wegen der Verkleinerung der Streitkräfte die Armee als Kapitän. Zunächst wurde er danach Kammerherr von Friedrich Wilhelm III.
Im Jahr 1810 trat Werther in den diplomatischen Dienst ein. Zwischen 1809 und 1813 war er preußischer Ministerresident in Konstantinopel. Anschließend wurde er 1814 Gesandter in Spanien und 1821 Gesandter und bevollmächtigter Minister in London. Er war dabei unter anderem maßgeblich an der Aushandlung des ersten preußisch-englischen Schifffahrtsvertrags von 1823 beteiligt. Danach amtierte er zwischen 1824 und 1837 in Paris. Vor allem in der Phase der Julirevolution von 1830 spielte er eine international ausgleichende Rolle.
Hatte er noch 1831 den Posten des Außenministers abgelehnt, übte er dieses Amt zwischen 1837 und 1841 als Nachfolger des verstorbenen Johann Ancillon aus. Auch wenn er Probleme hatte, sich im innenpolitischen Geschehen zu behaupten, gelang es ihm, ein gutes Verhältnis zu Frankreich zu bewahren. Auch der Bau der Eisenbahn von Köln nach Antwerpen wurde von Werther mit vorangetrieben. In der orientalischen Krise widersetzte sich Werther dem Drängen Russlands, das wünschte, Preußen sollte sich militärisch engagieren, weil er der Meinung war, dass bei einem möglichen Krieg die Last angesichts der militärischen Schwäche Österreichs auf Preußen lasten würde.
Nach seinem Ausscheiden als Minister war er Leiter des Neuenburger Departements. Gleichzeitig gehörte Werther bis zu dessen Auflösung 1848 dem preußischen Staatsrat an.

## Familie
Er heiratete am 18. September 1797 Gräfin Josephine von Sandizell (* 18. Mai 1777; † 8. November 1853). Das Paar hatte zwei Kinder:
- Josephine von Werther (1804–1877), die unverheiratet blieb;[2]
- Karl Anton Philipp von Werther (* 31. Januar 1809; † 8. Februar 1894) preußischer Diplomat ⚭ 30. Juli 1846 Mathilde Lobo Da Silveira von Oriola (* 3. Februar 1827; † 30. Mai 1899).